# Tangara aux yeux jaunes
Pseudospingus xanthophthalmus
Espèce
Répartition géographique
Statut de conservation UICN

 LC  : Préoccupation mineure
Le Tangara aux yeux jaunes (Pseudospingus xanthophthalmus) est une espèce de passereau appartenant à la famille des Thraupidae.
Cet oiseau oiseau vit à travers les Andes péruviennes et boliviennes.